# Ingeniería de sistemas de información
La Ingeniería en Sistemas de Información (ISI) es una rama de la ingeniería que se ocupa del estudio sistémico de la información y de los complementos de hardware y software que las personas y las organizaciones utilizan para recopilar, filtrar, procesar, crear y distribuir datos. Se centra en la aplicación de la Tecnología de la Información (TI) para ayudar a las organizaciones.
Los profesionales ISI deben comprender las complejidades de las organizaciones para la que están diseñando un sistema de información para poder adaptar ese sistema a las necesidades específicas de la organización. Su trabajo puede implicar la mejora de la detección de fraudes mediante la ciencia de datos, la medición de los impactos de las prácticas de construcción ecológica, el seguimiento de los datos de salud para ayudar a los atletas a alcanzar el máximo rendimiento, la creación de un sitio web de comercio electrónico o la optimización de la experiencia de compra en una tienda minorista mejorando los autopagos. Los estudiantes de ISI aprenden a resolver problemas como estos creando soluciones de sistemas de información. Aprenden a convertirse en supervisores de la infraestructura y la estrategia técnica de la tecnología de la información (TI).
Contempla una amplia área de trabajo, su trabajo profesional tiende hacia puestos directivos, principalmente en el área administrativa y de las TIC, como dirección de diversos tipos de proyectos, investigación y desarrollo de sistemas, asesoría, consultoría e informática funcional de la organización; para apoyar la automatización de toma de decisiones y procesos operativos.
La tecnología utilizada para la implementación de sistemas de información no es obligadamente la tecnología de la computación. La informática es un elemento muy utilizado por esta disciplina, ya que tiene la capacidad de procesar datos de una forma rápida, eficaz y precisa.

## Materias internas
En general la carrera se divide en distintas ramas que incluyen materias provenientes de:
- Ingeniería: Análisis matemático,  Álgebra, Lógica, Probabilidades y Estadística, Geometría analítica y Física.
- Programación: Algoritmos y Estructuras de datos, Sintaxis y semántica de lenguajes, Paradigmas de programación.
- Informática: Arquitectura de computadoras,Sistema operativos, Base de datos.
- Sistemas: Análisis de sistemas, Diseño de sistemas, Ingeniería en software, Investigación operativa, Economía de los sistemas de información, Seguridad de la información.
- Complementarias: Legislación, Economía, Idioma (Inglés en general), metodología de la investigación, Ingeniería en calidad, Contabilidad, Dirección empresarial, Gestión de Procesos de Negocio.
- Interdisciplinarias: Modelización numérica, Simulación, Aplicaciones en tiempo real, Reingeniería, Inteligencia de negocios, Modelado empresarial y ecosistemas .

## Competencias Básicas
1. Participar en la toma de decisiones estratégicas de una organización y asesorar, en concordancia con las mismas, acerca de las políticas de desarrollo de sistemas de información.
2. Evaluar, clasificar y seleccionar proyectos de sistemas de información y evaluar y seleccionar alternativas de asistencia externa.
3. Planificar, efectuar y evaluar los estudios de factibilidad inherentes a todo proyecto de diseño de sistemas de información y de modificación o reemplazo de los mismos, así como también los sistemas de computación asociados.
4. Planificar, dirigir, ejecutar y controlar el relevamiento, análisis, diseño, desarrollo, implementación y prueba de sistemas de información.
5. Evaluar y seleccionar los sistemas de programación disponibles con miras a utilización en sistemas de información.
6. Evaluar y seleccionar, desde el punto de vista de los sistemas de información, los equipos de procesamiento y comunicación y los sistemas de base.
7. Organizar y dirigir el área de sistemas; determinar el perfil de los recursos humanos necesarios y contribuir a su selección y formación.
8. Participar en la elaboración de programas de capacitación para la utilización de sistemas de información.

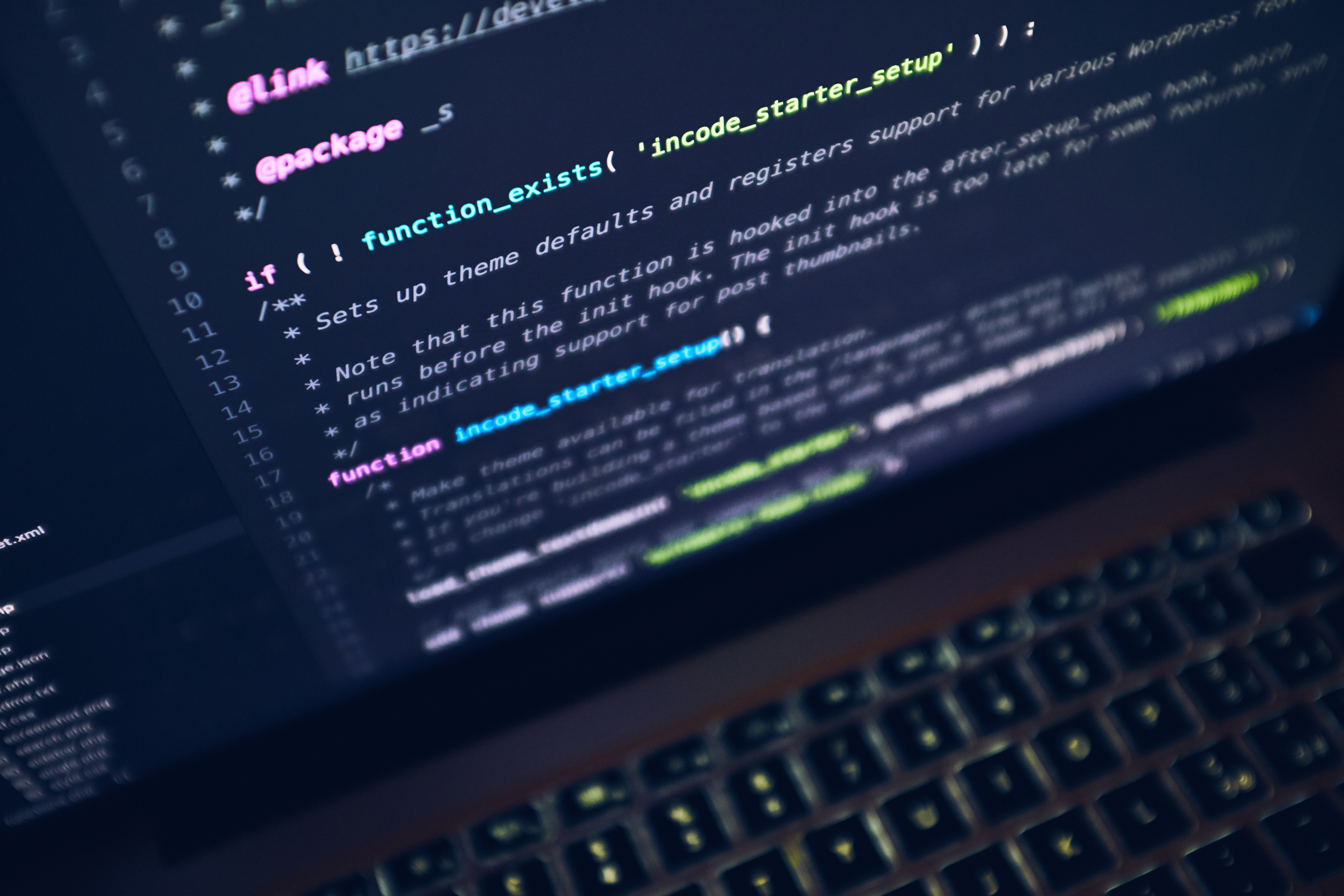

9. Determinar y controlar el cumplimiento de las pautas técnicas que rigen el funcionamiento y la utilización de recursos informáticos en cada organización.
10. Elaborar métodos y normas a seguir en cuestión de seguridad y privacidad de la información procesada y/o generada por los sistemas de información; participar en la determinación de las acciones a seguir en esta materia y evaluar su aplicación.
11. Elaborar métodos y normas a seguir en cuestión de salvaguarda y control de los recursos, físicos y lógicos, de un sistema de computación; participar en la determinación de las acciones a seguir en esta materia y evaluar su aplicación.
12. Desarrollar modelos de simulación, sistemas expertos y otros sistemas informáticos destinados a la resolución de problemas y asesorar en su aplicación.
13. Realizar auditorías de áreas de sistemas y centros de cómputos así como de los sistemas de información utilizados.
14. Realizar arbitrajes, pericias y tasaciones referidas a los sistemas de información y a los medios de procesamiento de datos.
15. Realizar estudios e investigaciones conducentes a la creación y mejoramiento de técnicas de desarrollo de sistemas de información y nuevas aplicaciones de la tecnología informática existente.

## Ingeniería en Información y Control de Gestión
En Chile, en particular, nació la idea de crear una nueva titulación universitaria: Ingeniería en Información y Control de Gestión. Esta se crea en la Facultad de Economía y Negocios de la Universidad de Chile a fines de los años 80, debido a que se pensó que la contabilidad era solo un sistema de información, mientras que durante bastante tiempo se habían creado otros sistemas de información empresariales. Esta decisión se basó en el convencimiento de que las áreas de sistemas de información y de control de gestión serían fundamentales para el desarrollo exitoso de la empresa del siglo XXI; y con la conciencia de que Chile –a diferencia del resto del mundo- no poseía profesionales con formación especializada en dichas funciones.Para solucionar los problemas propios de las asimetrías de información (riesgo moral y selección adversa) en las empresas, se necesitan sistemas de información y otros mecanismos de control, es decir, el Control de Gestión (alinear las distintas funciones de la empresa en torno al logro de los objetivos institucionales). Por eso el nombre de la carrera.
En un principio estaba unida a la Auditoría por un plan común y un ingreso común para ambas carreras (de hecho lo sigue siendo en muchas universidades del país), pero desde 2013, en la Universidad de Chile ya no sería así, para diferenciarlas y especializarlas aún más.
La Universidad de Chile fue pionera en esta materia, mientras que otras universidades comenzaron a impartir la carrera a veces con otros nombres como: Ingeniería en Control de Gestión, Ingeniería en Sistemas de Información y Control de Gestión e Ingeniería en Sistemas de Información Empresarial y Control de Gestión. En la actualidad son varias las universidades a nivel internacional que imparten estudios o carreras orientadas a los sistemas de información (SI).